# Fabian Döring
Fabian Döring (* 1. September 1984 in Frankfurt am Main) ist ein deutscher Schauspieler.

## Leben
Fabian Döring ist in Frankfurt am Main geboren und aufgewachsen. Nach Abitur und Zivildienst begann er seine Schauspielausbildung im Jahr 2006 an der Schauspielschule Mainz. Noch während der Ausbildung war er am Staatstheater Mainz engagiert. Nach seinem Abschluss im Jahr 2009 ging er zunächst als Gast an die Württembergische Landesbühne Esslingen. In den Spielzeiten 2009/10 und 2010/11 war er festes Ensemblemitglied an der Landesbühne Niedersachsen Nord in Wilhelmshaven.
Im Anschluss an sein Engagement in Wilhelmshaven ging Döring für zwei Monate nach New York um sich am Lee Strasberg Theatre and Film Institute weiter ausbilden zu lassen.
Seit 2012 wohnt und arbeitet Döring in Berlin und ist für Film und Fernsehen tätig. Nebenbei arbeitet er als Autor kleinerer Filmprojekte und ist weiterhin als Gast am Theater tätig.

## Theaterrollen (Auswahl)
- Ein Jedermann, Rolle: Kellner Klipstein, Regie: J. Wisniewski, Hessisches Staatstheater Wiesbaden
- Kunst statt Kohle (DE), Rolle: Oliver Kilbourn, Regie: Jan Steinbach, Landesbühne Niedersachsen Nord
- Das Käthchen von Heilbronn, Rolle: Graf Wetter vom Strahl, Regie: Olaf Strieb, Landesbühne Niedersachsen Nord
- Bis in die Wüste, Rolle: Asche, Regie: Kathrin Aissen, Württembergische Landesbühne Esslingen
- DNA (DSE), Rolle: Danny, Regie: Caro Thum, Staatstheater Mainz

## Filmografie (Auswahl)
- 2012: Nein, Aus, Pfui! – Ein Baby an der Leine, Regie: Kai-Meyer Ricks
- 2011: Lerchenberg, Regie: Felix Binder